# Igor Bišćan
Igor Bišćan (Zagreb, Yugoslavia, 4 de mayo de 1978) es un exfutbolista y entrenador croata. Actualmente dirige al Al-Ahli de la Qatar Stars League.
En su carrera como jugador, fue un jugador versátil y podía jugar en casi todas las posiciones de la defensa o el mediocampo, pero se desempeñó principalmente como mediocampista central o como defensa central en sus últimos años.
Bišćan jugó para el club de su ciudad natal, el Dinamo Zagreb, el club inglés Liverpool, con el que cual logró la UEFA Champions League, el club griego Panathinaikos, y representó a la selección de Croacia a nivel internacional, debutando en el partido de clasificación para la Eurocopa 2000 contra Macedonia del Norte el 13 de junio de 1999.

## Carrera como jugador

### Inicios
Al comienzo de su carrera, Bišćan comenzó a acumular un nivel impresionante de experiencia de juego, representando a Croacia en el fútbol juvenil y luego capitaneando a su club, Dinamo Zagreb, en la Liga de Campeones de la UEFA y la Copa de la UEFA. Formó parte de lo que se considera la era más exitosa del Dinamo en la Prva HNL, ganando dos títulos de liga consecutivos en 1999 y 2000 y participando en dos fases de grupos consecutivas de la Champions League (1998-99 y 1999-2000). Durante sus cuatro temporadas en Croacia, Bišćan anotó 11 goles en 84 apariciones en ligas nacionales, lo que atrajo la atención de clubes extranjeros hacia el prometedor centrocampista.

### Liverpool
El 8 de diciembre de 2000, el contrato de Bišćan fue comprado por el Liverpool por 5,5 millones de libras esterlinas a instancias de su entrenador, Gérard Houllier, después de haber sido buscado por la Juventus, Barcelona, Ajax y Milan. Su debut se produjo en un partido de la Premier League contra el Ipswich Town, que el Liverpool perdió por 1-0, con Bišćan saliendo desde el banco para reemplazar a Christian Ziege en el minuto 71. Una semana después, jugó 90 minutos completos contra el Manchester United en Old Trafford, y el Liverpool rompió 3.240 minutos de la racha invicta del United en su estadio local al derrotarlos por 1-0. Hizo un comienzo impresionante en su carrera en el Liverpool, desplazando rápidamente a Dietmar Hamann del once inicial como mediocampista defensivo. Hizo 21 apariciones al final de la temporada 2000-01, 15 de las cuales fue titular y seis de las cuales entró desde el banco de suplentes. Marcó su primer gol con el Liverpool el 14 de enero de 2001, convirtiendo en el minuto 18 en la Copa de la Liga contra el Crystal Palace en una victoria por 5-0. Desafortunadamente para él, no fue elegible para jugar con el club inglés en la Copa de la UEFA.
Aunque fue contratado originalmente como mediocampista central, Houllier sintió que era más útil como defensa central y, a menudo, jugó con Bišćan fuera de su posición natural, a veces incluso como extremo o lateral. Bišćan cayó en desgracia después de su primer año en el Liverpool, haciendo solo 23 apariciones en las siguientes dos temporadas. Durante este tiempo, estuvo un total de 37 partidos en el banquillo sin ser utilizado como suplente. Una importante crisis de lesiones del equipo en la temporada 2003-04 le dio a Bišćan la oportunidad de regresar, y al comienzo de la nueva temporada de la Premier League, había regresado al 11 inicial, apareciendo regularmente como central en las ausencias de Stéphane Henchoz y Jamie Carragher. Al final de la temporada, Bišćan participó en 39 partidos, 30 de los cuales jugó los 90 minutos completos. Fue expulsado en el minuto 36 del partido de vuelta de la Copa de la UEFA del Liverpool contra el Marsella, lo que cambió las cosas para el equipo, ya que fueron eliminados de la competición.
En la temporada 2004-05, Bišćan volvió a un papel de mediocampista central y jugó un papel vital en la carrera del Liverpool hacia la final de la Liga de Campeones de la UEFA y se destacó particularmente por sus carreras merodeadoras desde el mediocampo. durante los partidos contra el Bayer Leverkusen, la Juventus y el Chelsea. Fue suplente contra el Milán en la final. Su último partido oficial con los Reds fue el 15 de mayo de 2005 en un choque de Premier League contra el Aston Villa. Aunque Bišćan no estuvo a la altura de las expectativas, los fanáticos del Liverpool lo recuerdan con cariño después de su impresionante último año en el club.

### Panathinaikos
Tras la rescisión de su contrato con los Reds, el 15 de junio de 2005, Bišćan fichó con el club griego Panathinaikos. Durante sus dos años en Atenas, hizo 36 apariciones y anotó 3 goles. Desafortunadamente, Bišćan tuvo un gran declive en su juego, decepcionando tanto a los fanáticos como a los dueños del club. El 1 de junio de 2007 expiró su contrato y el club no mostró interés en renovar su contrato, convirtiéndolo nuevamente en agente libre.

### Regreso al Dinamo Zagreb

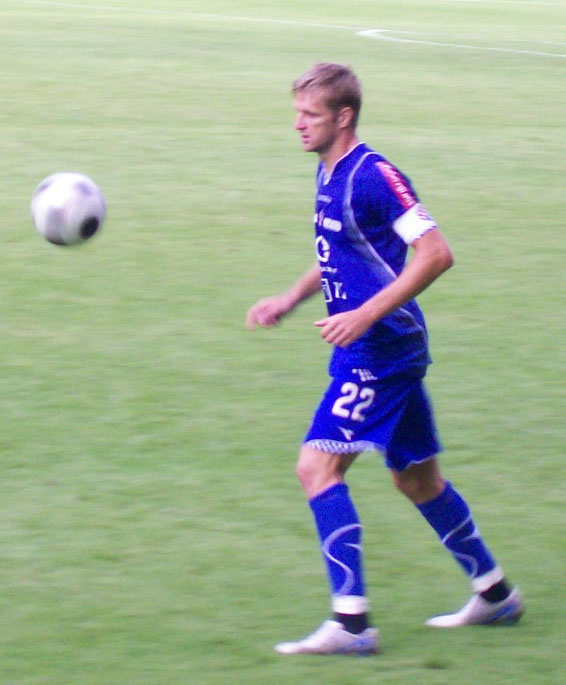
Bišćan jugando para el Dinamo Zagreb en 2008

Bišćan pasó los siguientes seis meses descansando del fútbol y en su mayoría evitando el gran interés público que se mostró en él. Durante este tiempo, el director del club Zdravko Mamić se le acercó regularmente, quien estaba interesado en traerlo de regreso a su club de origen. Después de meses de negociaciones, Bišćan finalmente firmó contrato el 3 de diciembre de 2007. Aunque la afición lo criticó por sus actuaciones deficientes, Bišćan ascendió hasta convertirse en el capitán del club tras la marcha de Luka Modrić al Tottenham Hotspur. Después de su regreso, el Dinamo jugó durante dos temporadas consecutivas en la fase de grupos de la Copa de la UEFA, y también ganó dos títulos de liga nacionales y dos títulos de la Copa de Croacia.
El 19 de abril de 2011, se anunció mediante informes no confirmados que Bišćan tenía programada una operación en una articulación que podría significar el final de su carrera. Afortunadamente, Bišćan optó por seguir jugando al fútbol y terminar su carrera en el Dinamo. En abril de 2012 rescindió su contrato con el club.

## Carrera internacional
El debut de Bišćan con la selección nacional de Croacia se produjo en un partido de clasificación para la Eurocopa 2000 de la UEFA contra Macedonia del Norte en Skopie el 13 de junio de 1999. Marcó su primer y único gol internacional contra México el 16 de junio de 1999. También recibió tarjetas amarillas en tres ocasiones. Once de los quince partidos en los que participó terminaron en empate. Su último partido oficial fue contra Escocia el 1 de septiembre de 2001.
Después de dejar la selección nacional en 2003, Bišćan fue suspendido por la Federación Croata de Fútbol y se negó a jugar para la selección nacional desde entonces. También representó a Croacia en el sub-21 y fue internacional con el equipo B de Croacia en una ocasión.

## Carrera como entrenador
Bišćan comenzó su carrera directiva en el club Rudeš de la Druga HNL en 2016, como entrenador asistente. Pronto fue nombrado entrenador del club, ganando el título de la Druga HNL en la temporada 2016-17.
Un mes después, firmó con el club esloveno Olimpija Ljubljana para ser su entrenador. En la temporada 2017-18, ganó el título de la PrvaLiga eslovena y la Copa eslovena con el club, pero en junio de 2018 el presidente del club, Milan Mandarić, lo despidió inesperadamente.

### Rijeka
El 9 de octubre de 2018, Bišćan fue nombrado entrenador del club de la Prva HNL Rijeka. Inmediatamente después de llegar al club, Bišćan enfrentó las críticas de los seguidores del club debido a sus actos anteriores como jugador del Dinamo Zagreb. Debutó en el banquillo del club en una victoria a domicilio por 2-1 contra el Inter Zaprešić el 10 de octubre. Después de una serie de buenos resultados, terminó la temporada 2018-19 en el segundo lugar y ganó la Copa de Croacia, derrotando al Dinamo Zagreb por 3-1.
El 13 de julio de 2019, perdió la Supercopa por 1-0 ante el Dinamo Zagreb. En agosto del mismo año, Bišćan llevó al equipo a dos victorias en la tercera ronda de clasificación de la UEFA Europa League contra el Aberdeen. Sin embargo, no pudo llevar al club a la fase de grupos, ya que perdieron ante el Gent por 3-2 en el marcador global en la última etapa de los play-offs.
Bišćan renunció a su puesto como entrenador el 22 de septiembre de 2019, luego de una victoria por 3-0 contra el Istra 1961.

### Sub-21 de Croacia
Después de que la selección sub-21 de Croacia perdiera una clasificación para la Eurocopa 2021 por 2-1 contra Escocia, el entrenador Nenad Gračan decidió renunciar el 11 de septiembre de 2019 y fue sucedido por Bišćan el 1 de octubre. Hizo su debut en una victoria amistosa por 4-1 sobre Hungría el 11 de octubre.
El 14 de octubre, Croacia rompió el récord de su mayor victoria en la historia, superando a San Marino por 7-0 en Serravalle. El 18 de noviembre, Croacia comprometió su clasificación para la Eurocopa 2021 después de perder ante la República Checa. En agosto de 2020, Bišćan dio positivo por COVID-19 y se vio obligado a llevar al equipo a una victoria por 5-0 sobre Grecia desde el aislamiento. El 12 de noviembre, Croacia no pudo ganar su partido de clasificación crucial contra Escocia a domicilio, empatando 2-2. Sin embargo, gracias a una victoria por 7-0 sobre Lituania y posterior derrota de los escoceses el 17 de noviembre, los croatas aseguraron el segundo lugar en su grupo de clasificación. Posteriormente, se clasificaron para el torneo como uno de los cinco equipos mejor clasificados en segundo lugar. Tras la clasificación, Bišćan recibió elogios nacionales generalizados por su enfoque y utilización de las cualidades de la selección nacional, que se había convertido en sinónimo de fracaso en el fútbol croata a lo largo de los años.
Después de la derrota inaugural, el 25 de marzo, Bišćan fue criticado por su táctica de catenaccio que se consideró poco característica del fútbol croata, que es conocido por sus centrocampistas. Tres días después, Bišćan llevó a Croacia a su primera victoria en la Eurocopa Sub-21, venciendo a Suiza por 3-2. Sin embargo, a pesar de perder por 2-1 ante Inglaterra en el último partido del grupo el 31 de marzo, Croacia se clasificó para los cuartos de final por primera vez en su historia debido a una mejor diferencia de goles. En los cuartos de final, el 31 de mayo, cayeron contra los campeones defensores España por 2-1 en la prórroga.

### Dinamo Zagreb
El 6 de abril de 2023, dejó su puesto en la selección sub-21 para asumir el cargo de entrenador en el Dinamo Zagreb.Fue despedido el 21 de agosto del mismo año después de que el club fuera eliminado por el AEK Atenas en la tercera ronda de clasificación de la UEFA Champions League.

### Al-Shabab
El 18 de octubre de 2023, fue confirmado como entrenador del Al-Shabab.Fue despedido el 27 de diciembre de 2023 tras una derrota por 1-0 ante Al-Okhdood.

### Al-Ahli
El 7 de junio de 2024, fue anunciado como técnico del Al-Ahli y firmó un contrato por una temporada.

## Clubes

### Como jugador
| Club                | País       | Año       |
| ------------------- | ---------- | --------- |
| Dinamo Zagreb       | Croacia    | 1995-2000 |
| NK Samobor (cedido) | Croacia    | 1995-1996 |
| Liverpool           | Inglaterra | 2000-2005 |
| Panathinaikos       | Grecia     | 2005-2007 |
| Dinamo Zagreb       | Croacia    | 2008-2012 |

### Como entrenador
| Club                        | País           | Año           |
| --------------------------- | -------------- | ------------- |
| NK Rudeš                    | Croacia        | 2016-2017     |
| Olimpija Ljubljana          | Eslovenia      | 2017-2018     |
| Rijeka                      | Croacia        | 2018-2019     |
| Selección sub-21 de Croacia | Croacia        | 2019-2023     |
| Dinamo Zagreb               | Croacia        | 2023          |
| Al-Shabab                   | Arabia Saudita | 2023          |
| Al-Ahli                     | Catar          | 2024-presente |

## Palmarés

### Como jugador

#### Campeonatos nacionales
| Título                  | Club          | País       | Año       |
| ----------------------- | ------------- | ---------- | --------- |
| Copa de Croacia         | Dinamo Zagreb | Croacia    | 1997-98   |
| Primera Liga de Croacia | Dinamo Zagreb | Croacia    | 1998-99   |
| Primera Liga de Croacia | Dinamo Zagreb | Croacia    | 1999-2000 |
| Copa de la Liga         | Liverpool     | Inglaterra | 2000-01   |
| Community Shield        | Liverpool     | Inglaterra | 2001      |
| Copa de la Liga         | Liverpool     | Inglaterra | 2002-03   |
| Primera Liga de Croacia | Dinamo Zagreb | Croacia    | 2007-08   |
| Copa de Croacia         | Dinamo Zagreb | Croacia    | 2007-08   |
| Primera Liga de Croacia | Dinamo Zagreb | Croacia    | 2008-09   |
| Copa de Croacia         | Dinamo Zagreb | Croacia    | 2008-09   |
| Primera Liga de Croacia | Dinamo Zagreb | Croacia    | 2009-10   |
| Supercopa de Croacia    | Dinamo Zagreb | Croacia    | 2010      |
| Primera Liga de Croacia | Dinamo Zagreb | Croacia    | 2010-11   |
| Copa de Croacia         | Dinamo Zagreb | Croacia    | 2010-11   |
| Primera Liga de Croacia | Dinamo Zagreb | Croacia    | 2011-12   |

#### Campeonatos internacionales
| Título              | Club      | País       | Año     |
| ------------------- | --------- | ---------- | ------- |
| Supercopa de Eucopa | Liverpool | Inglaterra | 2001    |
| Champions League    | Liverpool | Inglaterra | 2004-05 |

### Como entrenador

#### Campeonatos nacionales
| Título                    | Club               | País      | Año     |
| ------------------------- | ------------------ | --------- | ------- |
| Segunda Liga de Croacia   | NK Rudeš           | Croacia   | 2016-17 |
| Primera Liga de Eslovenia | Olimpija Ljubljana | Eslovenia | 2017-18 |
| Copa de Eslovenia         | Olimpija Ljubljana | Eslovenia | 2017-18 |
| Copa de Croacia           | Rijeka             | Croacia   | 2018-19 |
| Primera Liga de Croacia   | Dinamo Zagreb      | Croacia   | 2022-23 |
| Supercopa de Croacia      | Dinamo Zagreb      | Croacia   | 2023    |